# أميتاب باتشان
أميتاب باتشان (بالهندية: अमिताभ बच्चन) (بالإنجليزية: Amitabh Bachchan) (ولد في 11 أكتوبر 1942)، مغني وممثل وكاتب ومنتج ومقدم برامج هندي حصل على شعبية واسعة في بداية السبعينات من القرن العشرين بأفلام مثل زنجير وديوار حيث عرف باسم الشاب الغاضب في السينما الهندية وظهر منذ ذلك الحين في أكثر من 200 فيلم في حياته المهنية التي امتدت لأكثر من أربعة عقود. ويعتبر باتشان أحد أعظم الممثلين الأكثر تأثيراً في تاريخ السينما الهندية. وبسبب تأثيره وهيمنته على المشهد السينمائي في السبعينات والثمانينات من القرن العشرين دعاه المخرج الفرنسي فرانسوا تروفو بـ«رجل صناعة السينما الوحيد».
فاز باتشان بالعديد من الجوائز الكبرى في حياته المهنية، من ضمنها ثلاثة من جوائز الفيلم الوطني لأفضل ممثل (بالمشاركة مع كمال حسن ومامووتي) و14 جائزة فيلم فير والعديد من الجوائز الأخرى في المهرجانات السينمائية الدولية. وهو أكثر ممثل ترشح لجوائز فيلم فير في الفئات الرئيسية حيث يمتلك 39 ترشيحاً. بالإضافة للتمثيل، عمل باتشان كمغني ومنتج أفلام ومقدم برامج تلفزيونية. لديه أيضاً تجربة في السياسة في سنوات الثمانينات. قامت الحكومة الهندية بتكريمه بجائزة بادما شري في عام 1984 وبجائزة بادما بهوشان في عام 2001 وبجائزة بادما فيبهوشان في عام 2015 لإسهاماته في مجال الفن.
ظهر باتشان في هوليوود لأول مرة في فيلم غاتسبي العظيم عام 2013 وأدى فيه دور ماير ولفشيام.

## النشأة والشخصية
ولد باتشان في مدينة الله آباد، ولاية أوتار براديش. كان والده هاريفانش راي باتشان شاعراً، أما والدته تيجي باتشان فكانت ينجابية سيخية من مدينة فيصل آباد (التي تقع الآن في باكستان). كان اسم أميتاب في البداية انقلاب المستوحاة من العبارة الشهيرة (انقلاب زِنده باد) التي شاعت في فترة النضال الهندي من أجل الاستقلال وتعني (تحيا الثورة). غير هاريفانش الاسم بناء على اقتراح الشاعر الهندي سوميتراناندان بانت إلى أميتاب الذي يعني (الضوء الذي لن يخبو بريقه أبداً). مع أن لقب هاريفانش كان شريفاستافا إلا أنه اعتمد باتشان كلقب لأميتاب حيث كان ينشر أعماله الأدبية باسم باتشان، وبهذا الاسم ظهر باتشان لأول مرة في الأفلام ثم أصبح لقب جميع أفراد أسرته. توفي والد أميتاب في عام 2003، أما والدته فتوفيت في عام 2007.
أميتاب هو الابن الأكبر لهاريفانش، وعنده أخ يدعى أجيتاب. كانت والدته مهتمة بالمسرح وقد عُرض عليها دور في فيلم ولكنها كانت تفضل واجباتها المنزلية. درس أميتاب في عدة مدارس وهو خريج كلية شيروود في نينيتال كما درس في كلية كلية كيروري مال، جامعة دلهي حيث حصل على بكالوريوس في العلوم. عمل بعد ذلك لفترة من الوقت كوسيط شحن لشركة نقل بحري في مدينة كلكتا.
باتشان متزوج من الممثلة جايا بهادوري ولديهما طفلان، شويتا ناندا (وهي متزوجة من رجل الأعمال نيخيل ناندا) وأبهيشيك باتشان (وهو ممثل مشهور أيضاً ومتزوج من الممثلة الشهيرة وملكة جمال العالم السابقة آيشواريا راي).

## الحياة المهنية
البدايات 1969 - 1972
ظهر باتشان في الأفلام لأول مرة بصوته فقط حيث كان الراوي في فيلم بهوفان شومي عام 1969. بعد ذلك حصل على أول دور له في فيلم سات هندوستاني من إخراج خواجة أحمد عباس وشاركه البطولة كل من أوتبال دوت، أنور علي (أخ الممثل الكوميدي محمود علي)، مادهو وجلال آغا.
تبعه بعد ذلك فيلم أناند عام 1971 بجانب راجيش خانا. دوره في الفيلم كطبيب ذو نظرة ساخرة للحياة جلب إليه جائزته الفيلمفير الأولى كأفضل ممثل مساعد. ثم لعب دوره السلبي الأول كعاشق يتحول إلى قاتل في فيلم باروانا. تبعه بعد ذلك عدة أفلام مثل ريشما وشيرا في نفس العام. كما ظهر كضيف شرف في فيلم غودي من بطولة الممثلة جايا بهادوري التي ستصبح زوجته في ما بعد. في عام 1972 قام برواية جزء من فيلم Bawarchi كما ظهر في الفيلم الكوميدي Bombay to Goa. العديد من أفلامه في تلك الفترة لم تنجح كثيراً ولكن كان هذا على وشك التغير.
الوصول للنجومية 1973 - 1983
أعطى المخرج براكاش ميهرا بطولة فيلم زنجير لباتشان عام 1973 بدور المفتش فيجاي خانا. وفي هذا الفيلم برز اسم باتشان كـ (الشاب الغاضب) في سينما بوليوود. واعتبرت فيلم فير أداء باتشان في هذا الفيلم كأفضل أداء أيقوني في تاريخ بوليوود ورُشح لجائزة أفضل ممثل عن دوره. وقد كان الفيلم ناجحاً جداً وحطم الأرقام القياسية في شباك التذاكر ليصبح الفيلم الأعلى دخلاً ذلك العام وليجعل من باتشان نجماً. ومنذ ذلك الحين فصاعداً أصبح باتشان واحداً من أنجح النجوم الرئيسيين في صناعة الأفلام. في عام 1973 أيضاً تزوج باتشان من جايا بهادوري التي شاركته بطولة فيلم زنجير وظهرت معه في العديد من الأفلام الأخرى مثل فيلم Abhimaan الذي صدر بعد شهر واحد من زواجهما وكان فيلماً ناجحاً أيضاً في شباك التذاكر. في وقت لاحق لعب باتشان دور فيكرام في فيلم الدراما الاجتماعية فيلم الخائن التي تعالج موضوعات تدور حول الصداقة وفاز عنها بجائزة فيلمفير للمرة الثانية كأفضل ممثل مساعد.
في عام 1974 ظهر باتشان كضيف شرف في عدة أفلام مثل Kunwara Baap ودوست قبل أن يلعب دوراً مساعداً في فيلم الغذاء، الملابس والمأوى من بطولة وإخراج مانوج كومار وتدور حول الأمانة والنزاهة في مواجهة المصاعب المالية والعاطفية. بعد ذلك لعب باتشان دور البطولة في فيلم مجبور الذي صدر في 6 ديسمبر 1974 وكان ناجحاً في شباك التذاكر. في عام 1975 لعب دور البطولة في مجموعة متنوعة من الأفلام كالكوميديا في شوبكي شوبكي وفيلم الدراما والجريمة Faraar والدراما الرومانسية في ميلي. عام 1975 أيضاً هو العام الذي ظهر فيه في اثنين من أهم الأفلام في تاريخ السينما الهندية. أحدهما هو فيلم المخرج ياش تشوبرا ديوار بجانب شاشي كابور، نيروبا روي ونيتو سينغ، والتي أكسبته ترشيح فيلمفير لأفضل ممثل وحقق الفيلم نجاحاً كبيراً في شباك التذاكر في عام 1975 محتلاً المركز الرابع. وقد وضعت إنديا تايمز موفيز فيلم ديوار على رأس قائمة 25 فيلماً يجب مشاهدتها في بوليوود. الفيلم الآخر الذي صدر في 15 أغسطس 1975 كان الشعلة الذي أصبح الفيلم الذي حقق أعلى الإيرادات في الهند حيث كسب 2,364,500,000 روبية أي ما يعادل 60 مليون دولار أمريكي بعد تعديله طبقاً للتضخم. في عام 1999 أعلنت بي بي سي الهند بأن فيلم الشعلة هو «فيلم الألفية» كما كان ضمن قائمة إنديا تايمز موفيز المذكورة سابقا. في عام 2005، القضاة في لجنة الدورة الخمسين لمهرجان جوائز فيلمفير منحوا الفيلم جائزة تميز خاصة تسمى جائزة فيلمفير لأفضل فيلم من 50 عاما.

بوستر فيلم الشعلة

في عام 1976 تعاون باتشان مع المخرج ياش تشوبرا للمرة الثانية مع الفيلم الرومانسي كابهي كابهي ولعب فيه دور شاعر شاب يدعى أميت مالهوترا يقع في حب فتاة شابة جميلة ولكن ينتهي بها المطاف لتتزوج من شخص آخر. وقد برز الفيلم لتجسيد باتشان فيه دور البطل الرومانسي البعيدة كل البعد عن أدوار الشاب الغاضب الذي اشتهر بها سابقاً. وقد نال الفيلم استحسان النقاد والجماهير على حد سواء، ورُشح باتشان مرة أخرى لجائزة فيلمفير أفضل ممثل عن دوره في هذا الفيلم. في عام 1976 أيضاً لعب باتشان دورين مزدوجين في فيلم Adalat كأب وابنه. في عام 1977 فاز باتشان بأول جائزة فيلمفير أفضل ممثل عن أدائه في فيلم Amar Akbar Anthony الذي لعب فيه دور البطولة بجانب فينود خانا وريشي كابور وكان الفيلم الأعلى دخلاً في ذلك العام. أفلامه الأخرى الناجحة في عام 1977 كان Parvarish وKhoon Pasina. في عام 1978 قام من جديد بأداء الأدوار المزدوجة في كل من Kasme Vaade ودون والذي فاز عنه بجائزة فيلمفير أفضل ممثل للمرة الثانية. كما أدى بشكل ممتاز في كل من Trishul وMuqaddar Ka Sikandar ورُشح عن كلاهما لجائزة فيلمفير أفضل ممثل.
في عام 1979 لعب باتشان دور البطولة في فيلم Suhaag الذي كان الفيلم الأعلى دخلاً ذلك العام. وفي نفس العام نال اشادة النقاد والنجاح التجاري عن مستر ناتوارلال والذي استخدم فيه صوته للغناء لأول مرة، و Kaala Patthar واللص الدولي. ونال العديد من الترشيحات الأخرى عن هذه الأفلام أهمها فيلمفير أفضل ممثل وفيلمفير أفضل مغني إعادة عن فيلم مستر ناتوارلال وفيلمفير أفضل ممثل عن فيلم Kaala Patthar ثم رُشح من جديد عن فيلم دوستانا عام 1980 والذي قام ببطولته إلى جانب شاتروجان سينها وزينات أمان وكان أعلى الأفلام دخلاً في عام 1980. في عام 1981 قام باتشان ببطولة فيلم الميلودراما سيلسيلا بجانب زوجته جايا والممثلة ريخا. من أفلامه الأخرى في فترة الثمانينات كانت Shaan عام 1980 و Shakti عام 1982 مع الممثل المخضرم دليب كومار والتي لم تكن ناجحة في شباك التذاكر ولكن أفلام مثل رام بالرام عام 1980 و نصيب عام 1981 وLawaaris عام 1981 كانت ناجحة.
في عام 1982 لعب أدواراً مزدوجة في أفلام Satte Pe Satta وDesh Premee وBemisal ثم ذهب أبعد من ذلك ولعب ثلاثة أدوار في فيلم Mahaan عام 1983.
الإصابة أثناء تصوير فيلم كولي عام 1982
في 26 يوليو 1982، أثناء تصوير فيلم كولي في الحرم الجامعي في بنغالور، عانى باتشان نتيجة إصابة قاتلة في الأمعاء أثناء تصوير مشهد قتال مع الممثل بونييت إسار. كان باتشان يؤدي الحركات الخطيرة بنفسه في الفيلم، وإحدى المشاهد كانت تتطلب أن يسقط على طاولة ثم على الأرض، غير أنه عندما قفز نحو الطاولة ضرب ركن من أركان الطاولة بطنه، مما أدى إلى تمزق الطحال وفقد كمية كبيرة من الدم وأدخل على أثرها إلى مستشفى الطوارئ حيث أجريت له عملية إستئصال الطحال، وظل في حالة حرجة في المستشفى لعدة شهور مصارعاً الموت. قام الناس حينها بالصلاة من أجله في المعابد وعرض بعضهم التضحية بأطرافهم لإنقاذه، وفي وقت لاحق، كانت هناك طوابير طويلة من الناس خارج المستشفى متمنين له السلامة.
استأنف باتشان التصوير في وقت لاحق من ذلك العام بعد فترة طويلة من النقاهة. صدر الفيلم في 14 نوفمبر 1983، وكان ناجحاً في شباك التذاكر حيث كان الفيلم الأعلى دخلاً ذلك العام، ويرجع ذلك جزئياً إلى الدعاية الضخمة للحادث الذي تعرض له باتشان.
قام المخرج منموهان ديساي بتغيير نهاية الفيلم بعد الحادث، حيث كان من المفترض أن تموت شخصية باتشان في الفيلم، ولكن بعد تغيير السيناريو عاشت الشخصية في النهاية حيث قال ديساي: «إنه من غير المناسب للرجل الذي تصدى للموت في الحياة الحقيقية، أن يموت في الفيلم». في الفيلم أيضاً يتم تجميد لقطات من مشهد القتال في لحظة الإصابة مع شرح يظهر على الشاشة عن الإصابة والدعاية الإعلامية التي تلتها.
فيما بعد، تم تشخيص حالة باتشان على أنه مصاب بالوهن العضلي الوبيل. مرضه جعله يشعر بالضعف ذهنياً وبدنياً فقرر اعتزال التمثيل ودخول عالم السياسة. في هذه الفترة أصبح متشائماً وقلقاً حول مصير أفلامه الجديدة حيث كان يردد قبل إصدار أي فيلم عبارة (Yeh film to flop hogi) وتعني (هذا الفيلم سوف يفشل).
السياسة 1984 - 1987
في عام 1984، أخذ باتشان استراحة من التمثيل ولفترة وجيزة دخل عالم السياسة بدعم من راجيف غاندي الذي كان صديق العائلة منذ فترة طويلة. حياته السياسية مع ذلك كانت قصيرة العمر حيث تركها بعد ثلاث سنوات واصفاً السياسة بأنها بالوعة. أعقب ذلك تورطه مع شقيقه في فضيحة بوفورز، ولكن في نهاية المطاف وُجد بأنه غير مذنب وتمت تبرئته من هذه القضية.
قام صديق باتشان القديم آمار سينغ بمساعدته خلال أزمته المالية وفشل شركته الإنتاجية ABCL، لذلك بدأ باتشان بدعم حزب آمار سينغ السياسي وهو حزب ساماجوادي ثم انضمت زوجته جايا إلى هذا الحزب أيضاً. واصل باتشان بتقديم خدمات لحزب ساماجوادي بما في ذلك الإعلانات والحملات الانتخابية. هذه الأنشطة أدت به لاحقاً إلى الوقوع في المشاكل في المحاكم الهندية بسبب ادعاءات كاذبة بعد حادث سابق قام بها باتشان بتقديم أوراق قانونية مشيراً فيها إلى أنه مزارع.
الركود والتقاعد: 1988 - 1992 
في عام 1988 عاد باتشان إلى الأفلام ولعب دور البطولة في فيلم Shahenshah الذي كان ناجحاً في شباك التذاكر. بالرغم من ذلك بدأت نجوميته في طريقها إلى الزوال حيث فشلت أفلامه التالية Jaadugar وToofan وماين أزاد هون الصادرة عام 1989 في شباك التذاكر. في عام 1991 صدر له الفيلم الناجح Hum الذي نال عنه جائزة فيلمفير لأفضل ممثل للمرة الثالثة. وخلال هذه الفترة فاز باتشان بجائزة الفيلم الوطني لأفضل ممثل عن أدائه لدور زعيم المافيا في فيلم Agneepath. وهذه السنوات كانت سنوات باتشان الأخيرة على الشاشة لبعض الوقت، فبعد صدور فيلم Khuda Gawah عام 1992، تقاعد باتشان جزئياً لمدة خمس سنوات لم يظهر خلالها في أي عمل جديد باستثناء الإصدار المتأخر لفيلم إنسانيات عام 1994 والذي فشل أيضاً في شباك التذاكر.
الإنتاج والعودة للعمل: 1996 - 1999
تحول باتشان إلى منتج أثناء فترة تقاعده المؤقتة وأنشأ شركة أميتاب باتشان كوربوريشن المحدودة (A.B.C.L) عام 1996، مع رؤية لتصبح كبرى شركات الترفيه في الهند بحلول عام 2000. وكانت إستراتيجية ABCL في تقديم المنتجات والخدمات تغطي الجزء الكامل من صناعة الترفيه في الهند. وكانت عملياتها تشمل إنتاج الأفلام التجارية والتوزيع، أشرطة الكاسيت وأقراص الفيديو، إنتاج وتسويق برامج التلفزيون، وإدارة الفعاليات السينمائية والترفيهية. أول فيلم تم إنتاجه من قبل الشركة كان Tere Mere Sapne والذي فشل في شباك التذاكر ولكنها شكلت الحياة المهنية لممثلين جدد مثل أرشد وارثي ونجمة الأفلام الجنوبية سيمران. أنتجت ABCL بضعة أفلام أخرى لم تلقى أي منها النجاح.
في عام 1997 حاول باتشان العودة للتمثيل مع فيلم Mrityudata من إنتاج شركته ABCL ولكن هذا الفيلم كان فاشلاً نقدياً وتجارياً. شركة ABCL كانت الراعي الرسمي لمسابقة ملكة جمال العالم 1996 في بنغالور. ولكن الشركة لاقت الفشل الذريع ودخلت في معارك قانونية مما أدى بها في النهاية إلى الانهيار المالي والتشغيلي عام 1997 وأعلن مجلس الصناعات الهندية بأنها شركة فاشلة.
حاول باتشان إحياء مهنته كممثل من جديد، ولاقى نجاح متوسط في فيلم Bade Miyan Chote Miyan عام 1998، وتلقى مراجعات إيجابية عن فيلم Sooryavansham عام 1999 ولكن غيرها من الأفلام مثل Lal Baadshah عام 1999 و Hindustan Ki Kasam عام 1999 أيضاً فشلت في شباك التذاكر.
العودة للصدارة: 2000 - حتى الآن
في عام 2000، ظهر باتشان في الفيلم الناجح Mohabbatein الذي كان من إخراج أديتيا تشوبرا. فاز عن دوره في الفيلم بجائزة فيلمفير أفضل ممثل مساعد للمرة الثالثة. تلى ذلك نجاحات أخرى في أفلام لعب فيها باتشان دور الأب ورب الأسرة مثل Ek Rishtaa: The Bond of Love عام 2001، Kabhi Khushi Kabhie Gham عام 2001، و Baghban عام 2003. استمر في الأداء الجيد لمجموعة من الشخصيات وتلقى المديح والثناء لأدائه في Aks عام 2001، Aankhen عام 2002، Khakee عام 2004، و Dev عام 2004. مشروع واحد لباتشان كان جيداً جداً في هذه الفترة وهو فيلم Black من إخراج سانجاي ليلا بهانسالي، وأدى فيه باتشان دور مدرس عجوز لفتاة مصابة بالبكم والصم والعمى. أُشيد بأدائه في الفيلم من قبل النقاد والجماهير وفاز للمرة الثانية بجائزة الفيلم الوطني لأفضل ممثل وللمرة الرابعة بجائزة فيلمفير أفضل ممثل. في عامي 2005 و2006 لعب باتشان دور البطولة إلى جانب ابنه أبهيشيك في أفلام مثل Bunty Aur Babli عام 2005، Sarkar عام 2005، وKabhi Alvida Naa Kehna عام 2006. كل هذه الأفلام كانت ناجحة في شباك التذاكر. شملت إصداراته بعد ذلك فيلم Baabul عام 2006، Ekalavya عام 2007 و Nishabd عام 2007 وجميعها فشلت في نحقيق نتائج جيدة في شباك التذاكر ولكن تمت الإشادة بأدائه في كل منها من قبل النقاد.
في مايو 2007، صدر فيلمين له هما Cheeni Kum الذي كان متوسط النجاح و Shootout at Lokhandwala الذي كان ناجحاً جداً في الهند وحقق نتائج جيدة في شباك التذاكر. في أغسطس من نفس العام، صدرت نسخة جديدة من فيلم باتشان القديم والناجح جداً Sholay الذي صدر عام 1975 وأصبح واحداً من أعظم أفلام باتشان. النسخة الجديدة كانت بعنوان Ram Gopal Varma Ki Aag ولعب فيها باتشان دوراً سلبياً ولكنه فشل تجارياً وتم استقباله بشكل سيئ. في نفس العام أيضاً أي 2007، ظهر باتشان لأول مرة في فيلم باللغة الإنكليزية وهو فيلم The Last Lear. تم عرض الفيلم في مهرجان تورونتو السينمائي الدولي عام 2007 وتلقى مراجعات ايجابية من النقاد حيث وصفوا أدائه بالأفضل منذ فيلم Black. كان من المقرر أن يقوم باتشان بدور مساعد في فيلمه الدولي الأول Shantaram من إخراج ميرا ناير وبطولة الممثل الهوليوودي جوني ديب. وكان من المقرر أن يبدأ تصوير الفيلم في فبراير 2008 ولكن تم تأجيله إلى سبتمبر 2008 بسبب إضراب الكاتب. مشروع هذا الفيلم متوقف حالياً إلى أجل غير مسمى. في 9 مايو 2008 صدر فيلم Bhoothnath وأدى فيه باتشان دور شبح، وفي يونيو 2008 صدر فيلم Sarkar Raj وهو الجزء الثاني لفيلم Sarkar الذي صدر عام 2005. في أواخر عام 2009 صدر فيلم Paa ولعب فيه باتشان دور صبي صغير يبلغ من العمر 13 عاماً ويعاني من متلازمة بروجيريا كما لعب ابن باتشان الحقيقي أبهيشيك دور والده في هذا الفيلم. تلقى الفيلم مراجعات ايجابية جداً خصوصاً لأداء باتشان وتلقى باتشان عن هذا الأداء جائزة الفيلم الوطني لأفضل ممثل للمرة الثالثة وجائزة فيلمفير لأفضل ممثل للمرة الخامسة. في عام 2010 ظهر باتشان في الفيلم المالايالامي Kandahar مع الممثل موهانلال، وتدور قصة هذا الفيلم حول حادثة اختطاف رحلة الخطوط الجوية الهندية 814، وقد رفض باتشان أي أجر مقابل الظهور في الفيلم.
في عام 2011 ظهر باتشان في فيلمين هما فيلم الأكشن Bbuddah... Hoga Terra Baap، وفيلم الدراما Aarakshan. وفي عام 2012 ظهر في فيلم واحد هو فيلم Department. في عام 2013 ظهر باتشان لأول مرة في هوليوود مع فيلم غاتسبي العظيم بالاشتراك مع ليوناردو دي كابريو وتوبي ماغواير وقد لعب باتشان دور ماير ولفشيام في الفيلم. وظهر في أفلام أخرى في نفس السنة مثل فيلم الدراما السياسية Satyagraha وفيلم الأنيميشن Mahabharat.
في عام 2014 صدر لباتشان فيلم Bhoothnath Returns وهو الجزء الثاني لفيلم Bhoothnath الذي صدر عام 2008. في 6 فبراير 2015 صدر له فيلم Shamitabh، ومن إصداراته القادمة فيلم Piku الذي سيصدر في 8 مايو 2015 وفيلم Wazir الذي سيصدر في 15 أغسطس 2015.

## التلفزيون
في عام 2000 قام باتشان بتقديم برنامج المسابقات Kaun Banega Crorepati الذي يعرف اختصاراً بـ (KBC) وهي النسخة الهندية من البرنامج البريطاني Who Wants to Be a Millionaire أو من سيربح المليون؟. لاقى هذا البرنامج نجاحاً فورياً، تبع ذلك الموسم الثاني من البرنامج في عام 2005 ولكن تم ايقاف الموسم فجأة بعد أن أُصيب باتشان بوعكة صحية طارئة عام 2006.
في عام 2009 قدم باتشان الموسم الثالث من برنامج الواقع بيغ بوس.
في عام 2010 عاد باتشان إلى برنامج (KBC) من جديد وقدم الموسم الرابع، تلاه الموسم الخامس الذي بدأ في 15 أغسطس 2011 وانتهى في 17 نوفمبر 2011. أصبح البرنامج ذو نجاح وشعبية واسعة لدى الجمهور وحطم العديد من سجلات البرامج الأكثر مشاهدة. ومنحت قناة CNN-IBN جائزة الترفيه الهندي لذلك العام لباتشان وفريق عمل البرنامج بالإضافة على حصوله على معظم الجوائز المخصصة للفئة السابقة. قدم باتشان الموسم السادس من البرنامج أيضاً والذي بدأ في 7 سبتمبر 2012 على قناة سوني وتلقى أكبر عدد من المشاهدات حتى الآن. تلى ذلك الموسم السابع الذي بدأ في 6 سبتمبر 2013 وانتهى في 1 ديسمبر 2013، والموسم الثامن الذي بدأ في 2 يوليو 2014 وانتهى في 16 نوفمبر 2014.
في عام 2014 لعب باتشان دور البطولة في مسلسل تلفزيوني لأول مرة وهو مسلسل الإثارة النفسية Yudh. بدأ عرض المسلسل على قناة سوني في 14 يوليو 2014 وانتهى في 14 أغسطس 2014.

## الصوت
يُعرف باتشان بصوته العميق من نوع الباريتون. عمل بصوته كراوي، مغني ومقدم لبرامج عديدة. كان المخرج المشهور ساتياجيت راي معجباً جداً بصوت باتشان فقرر استخدام الصوت في رواية فيلمه Shatranj Ke Khilari الذي صدر عام 1977. أعار باتشان صوته كراوي لفيلم Lagaan عام 2001. في عام 2005 أعار باتشان صوته كراوي في النسخة الهندية المدبلجة من الفيلم الوثائقي الفرنسي مسيرة البطريق الذي حاز على جائزة الأوسكار لأفضل فيلم وثائقي.

## الجوائز والتكريمات
بصرف النظر عن الجوائز السينمائية العديدة، تم تكرم أميتاب باتشان مرات عديدة لإنجازاته في السينما الهندية. في عام 1991 أصبح أول فنان يحصل على جائزة الإنجاز مدى الحياة من فيلمفير، وهي الجائزة التي تم انشائها تقديراً لإسم راج كابور. توج باتشان أيضاً كنجم نجوم الألفية في عام 2000 من قبل فيلمفير. منحته الحكومة الهندية جائزة بادما شري في عام 1984 وجائزة بادما بهوشان في عام 2001 وجائزة بادما فيبهوشان في عام 2015. وتقديراً لمهنته الإستثنائية في عالم السينما وخارجها منحته الحكومة الفرنسية وسام جوقة الشرف في عام 2007 وهو وسام فرنسي أنشأه نابليون بونابرت ويعتبر أعلى تكريم رسمي في فرنسا.
في عام 1999 تم التصويت لباتشان كأعظم نجم على الشاشة والمسرح في استطلاع لبي بي سي على الإنترنت حيث حلَ في المرتبة الأولى وسمي نجم الألفية متفوقا على الكثير من النجوم مثل تشارلي تشابلن، مارلون براندو، روبرت دي نيرو، مارلين مونرو وغيرهم. في عام 2001 تم تكريمه بجائزة ممثل القرن في مهرجان الإسكندرية السينمائي الدولي في مصر تقديرا لمساهماته في عالم السينما. كما تم تكريمه مرات كثيرة في العديد من المهرجانات السينمائية العالمية بما في ذلك جائزة الإنجاز مدى الحياة في مهرجان السينما الآسيوية عام 2010.
في يونيو 2000، أصبح باتشان أول آسيوي حي ينصب له تمثال من الشمع في متحف مدام توسو في لندن. كما وضعت له تماثيل أخرى في كل من نيويورك عام 2009، هونغ كونغ في عام 2011، بانكوك في عام 2011، وواشنطن في عام 2012.

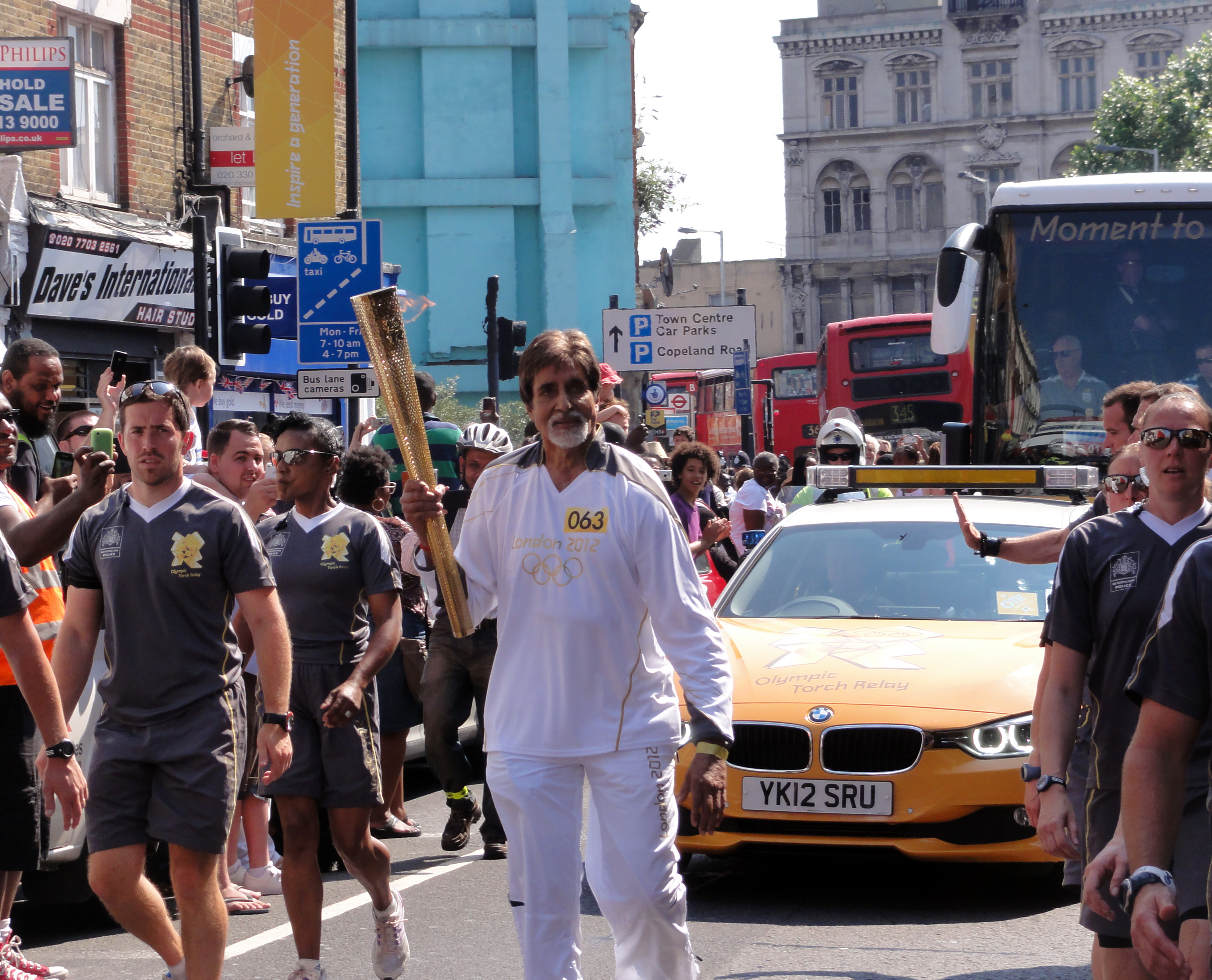
باتشان يحمل الشعلة الأولمبية في لندن، 27 يوليو 2012

في عام 2003 منحت له المواطنة الفخرية من مدينة دوفيل الفرنسية. كما تم تكريمه بالعديد من شهادات الدكتوراة الفخرية من جامعات مثل جامعة جهانسي في الهند في عام 2004، جامعة دلهي في عام 2006، جامعة دي مونتفورد في لستر في إنجلترا في 2006، جامعة ليدس ميتروبوليتان في يوركشاير في إنجلترا في 2007، جامعة كوينزلاند للتكنولوجيا في بريزبين في أستراليا في عام 2011، جامعة جودبور الوطنية في الهند في عام 2013، وأكاديمية الفنون في القاهرة، مصر في عام 2015.
في 27 يوليو 2012، حمل باتشان الشعلة الأولمبية أثناء مراسيم افتتاح الألعاب الأولمبية الصيفية 2012 التي أقيمت في لندن، المملكة المتحدة.
تم تأليف العديد من الكتب حول باتشان مثل: (Amitabh Bachchan: the Legend) التي نشرت في عام 1999، و (To be or not to be: Amitabh Bachchan) في 2004، و (AB: The Legend - A Photographer's Tribute) في 2006، و (Amitabh Bachchan: Ek Jeevit Kimvadanti) في 2006، و (Amitabh: The Making of a Superstar) في عام 2005 أيضا، و (Looking for the Big B: Bollywood, Bachchan and Me) في عام 2007، و (Bachchanalia) في عام 2009. باتشان نفسه ألف كتاباً أيضاً في عام 2002 بعنوان (Soul Curry for you and me – An Empowering Philosophy That Can Enrich Your Life). في أوائل الثمانينات وافق باتشان على استخدام شخصيته في قصص كوميكس مصورة تدعى (مغامرات أميتاب باتشان) بطلها يشبه باتشان واسمه سوبريمو.

## قائمة الأفلام
- قائمة أعمال أميتاب باتشان

## وصلات خارجية
- أميتاب باتشان على موقع IMDb (الإنجليزية)
- أميتاب باتشان على موقع الموسوعة البريطانية (الإنجليزية)
- أميتاب باتشان على موقع روتن توميتوز (الإنجليزية)
- أميتاب باتشان على موقع ألو سيني (الفرنسية)
- أميتاب باتشان على موقع ميوزك برينز (الإنجليزية)
- أميتاب باتشان على موقع تيرنر كلاسيك موفيز (الإنجليزية)
- أميتاب باتشان على موقع أول موفي (الإنجليزية)
- أميتاب باتشان على موقع إن إن دي بي (الإنجليزية)
- أميتاب باتشان على موقع أول ميوزيك (الإنجليزية)
- أميتاب باتشان على موقع ديسكوغز (الإنجليزية)